# Omayra Sánchez
Omayra Sánchez (* 28. August 1972; † 16. November 1985 in Armero) war ein kolumbianisches Mädchen, das beim Ausbruch des Vulkans Nevado del Ruiz in der Stadt Armero am 13. November 1985 in einem Schlammloch eingeklemmt wurde.
Omayra steckte bis zum Hals in Schutt, Schlamm, Beton und Wasser fest und starb am 16. November, nach über 60 Stunden, an giftigen Gasen und Unterkühlung. Die Rettungsversuche waren vergeblich, da eine spezielle Pumpe nötig gewesen wäre, die nicht rechtzeitig am Unfallort eintraf.
Ihr Todeskampf wurde im Rahmen der Katastrophenberichterstattungen von Millionen von Fernsehzuschauern verfolgt. Die veröffentlichten Film- und Fotoaufnahmen, die ihr Schicksal und ihren Tod dokumentierten, erregten viel Aufsehen und wurden kontrovers diskutiert. Besonders im Vordergrund stand die Frage über Rolle und Verhalten der Fotografen und die mangelnde Hilfsbereitschaft der kolumbianischen Regierung während der Katastrophe. Ein vom Fotografen Frank Fournier aufgenommenes Bild des eingeklemmten Mädchens wurde zum Pressefoto des Jahres 1985 gewählt.
Während ihres Leidens gab Omayra Sánchez ihren Freunden und Verwandten, auch öffentlich, stets Hoffnung und Zuversicht. Ihre Mutter überlebte die Katastrophe, da sie sich zu diesem Zeitpunkt in Bogotá befand. Ihr Bruder überlebte ebenso, ihr Vater starb jedoch.